# Schöninger Straße 4, 5 (Magdeburg)

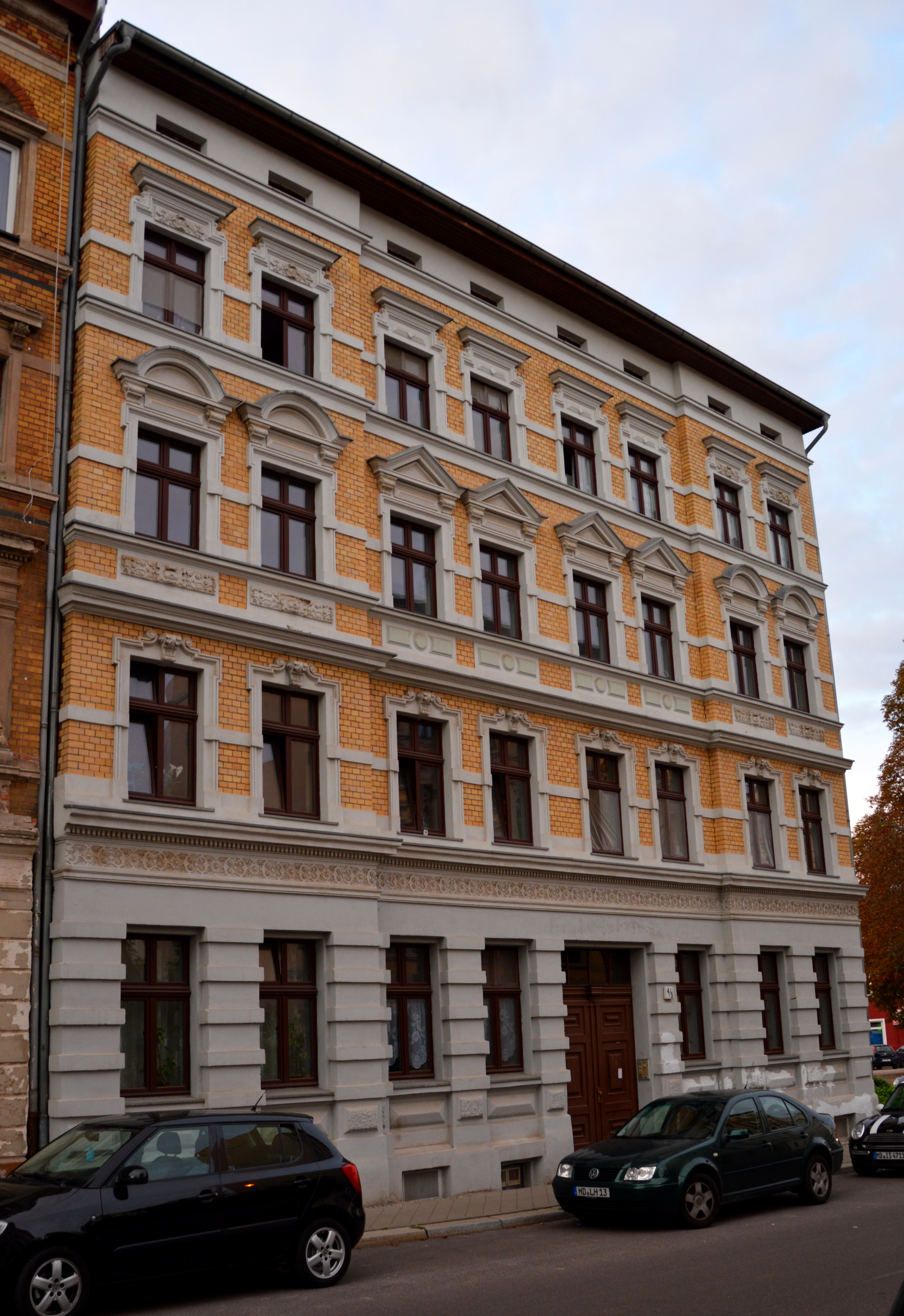
Schöninger Straße 4, 5

Das Haus Schöninger Straße 4, 5 ist ein denkmalgeschütztes Gebäude in Magdeburg in Sachsen-Anhalt.

## Lage
Es befindet sich auf der Nordseite der Schöninger Straße im Stadtteil Sudenburg. Westlich grenzt das gleichfalls denkmalgeschützte Haus Schöninger Straße 6, 7 an.

## Architektur und Geschichte
Das viergeschossige repräsentative Wohnhaus entstand in der Zeit um 1880/1890 im Stil des Neobarock. Es wurde aus Ziegelsteinen errichtet und verfügt über ein Mezzanin. Die Fassade des Erdgeschosses ist rustiziert. Die oberen Geschosse sind durch Ornament- bzw. Zahnschnittfriese davon getrennt. Oberhalb der Fenster des ersten und dritten Obergeschosses befinden sich Schneckenmotive, im zweiten Obergeschoss halbrunde bzw. Dreiecksgiebel. Die Fassade ist achtachsig, wobei jeweils die äußeren beiden Achsen als flache Risalite hervortreten.
Der Bau wird als Bestandteil eines teilweise erhaltenen gründerzeitlichen Straßenzuges als städtebaulich bedeutsam eingeschätzt.
Im örtlichen Denkmalverzeichnis ist das Wohnhaus unter der Erfassungsnummer 094 82112 als Baudenkmal verzeichnet.